# Widok morza w Saintes-Maries
Widok morza w Saintes-Maries – tytuł dwóch obrazów olejnych namalowanych przez Vincenta van Gogha w czerwcu 1888 podczas jego pobytu w miejscowości Saintes-Maries-de-la-Mer. 
1. Widok morza w Saintes-Maries (hol. Zeegezicht bij Les Saintes-Maries-de-la-Mer, ang: Seascape at Saintes-Maries)[1], nr kat.: F 415, JH 1452, obecnie w zbiorach Muzeum Vincenta van Gogha w Amsterdamie;
2. Widok morza w Saintes-Maries (hol. Vissersboten op zee, ang: Seascape at Saintes-Maries)[2], nr kat.: F 417, JH 1453, obecnie w zbiorach Muzeum Sztuk Pięknych im. Puszkina w Moskwie.

## Historia
Wyjeżdżam jutro wcześnie rano do Saintes-Maries nad Morzem Śródziemnym – pisał Vincent van Gogh pod koniec maja 1888 do brata Theo – będę tam do soboty wieczór, zabieram dwa płótna, ale trochę się obawiam, że będzie zbyt wietrznie, żeby malować
1 czerwca van Gogh przyjechał do oddalonej 50 km od Arles miejscowości Saintes-Maries-de-la-Mer położonej w delcie Rodanu nad Morzem Śródziemnym. W tamtych czasach była to mała rybacka osada z niewielkim rynkiem, „kościołem-fortecą, ok. 100 domkami i 20–50 letnikami na plaży”. Artysta przyjechał do Saintes-Maries w celach zdrowotnych, ale zabrał też ze sobą sprzęt i przybory malarskie. Większość dni spędzał na plaży malując stojące tam lub pływające po morzu łódki rybackie.

## Opis

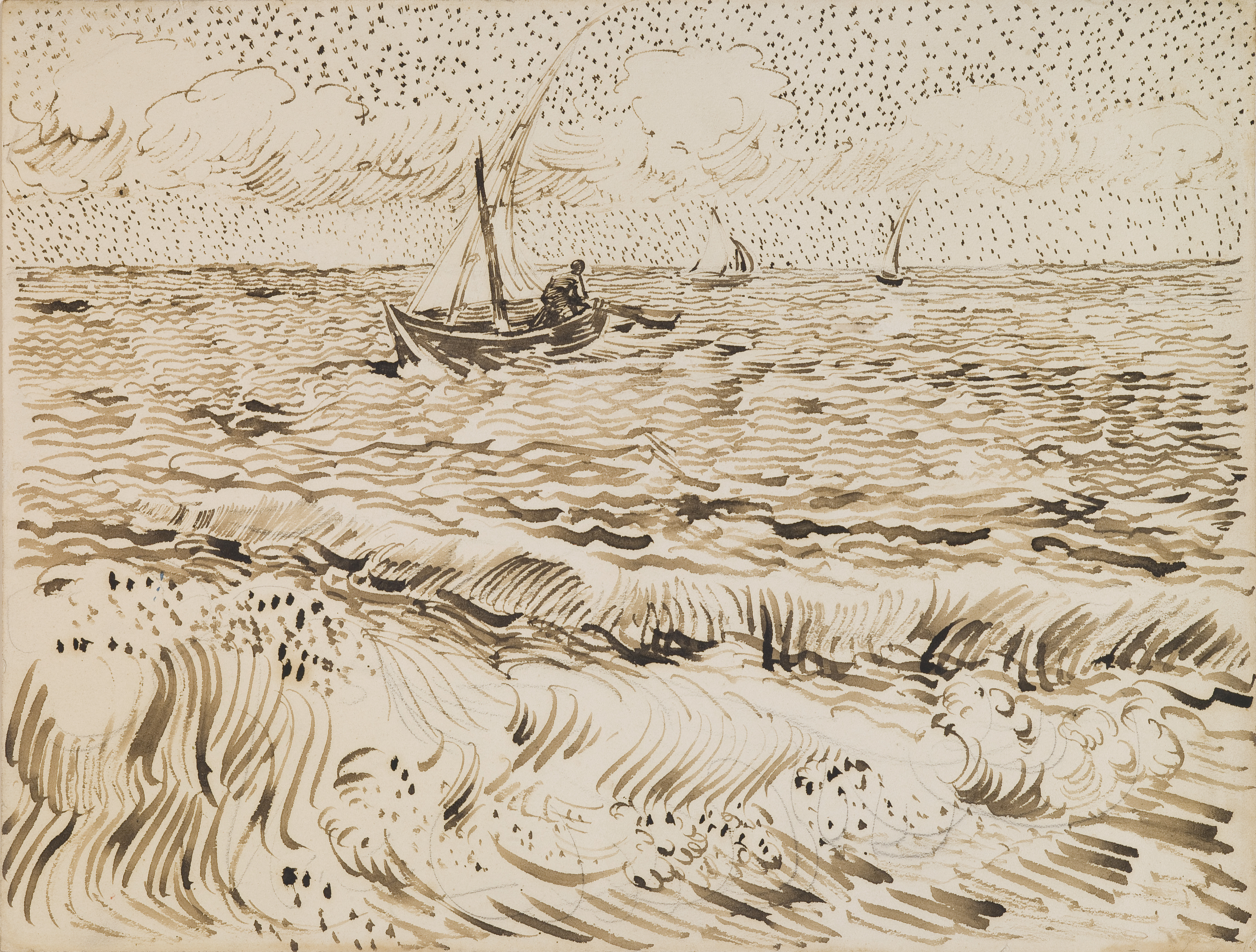
Jeden z rysunków z widokiem morza w Saintes-Maries, nr kat.: F 1433, 24,4 × 31,9 cm, Saint Louis Art Museum

Obraz odzwierciedla fascynację artysty kolorem, a zwłaszcza błękitem Prowansji, o którym marzył jeszcze przed wyjazdem z Paryża. Już w 1882 w liście do brata van Gogh wyrażał chęć połączenia w jednym obrazie widoku piasku, morza i nieba. Zamiar ten urzeczywistnił w Saintes-Maries malując niezwykły morski pejzaż charakteryzujący się wysokim horyzontem i łódkami żaglowymi umieszczonymi blisko górnej krawędzi obrazu, którego większą część wypełnia morze z wysokimi falami, oddanymi przy pomocy energicznych, obfitych pociągnięć pędzlem. Artysta sporządził też później trzy rysunki z podobnym motywem, przeznaczone odpowiednio dla brata, Émile'a Bernarda i Johna Russella.
W liście do Theo wyjawiał w jaki sposób zmienne refleksy światłocienia zmieniają barwę i koloryt morza. Porównywał go do zmieniającego się koloru makreli, a jego odcienie raz wydadawały się to zielone, to fioletowe, a nawet niebieskie. Informował brata, że namalował dwa obrazy morza i jeden okolicznej wioski i kilka rysunków, które obiecał przesłać bratu pocztą z Arles.